# Олдер, Хиндрек Мартинович
Хиндрек Мартинович Олдер — советский и эстонский учёный в области кормопроизводства и луговодства, член-корреспондент ВАСХНИЛ (1991).

## Биография
Родился 27.02.1938 г.
Окончил Пайдскую среднюю школу (1956), Эстонскую сельскохозяйственную академию (1962) и её аспирантуру (1968), в 1973 году защитил кандидатскую диссертацию.
- 1963—1965 главный агроном

 совхоза Соотага.
- 1968—1973 младший, затем старший научный сотрудник Эстонской сельскохозяйственной академии.
- 1973—1988 старший научный сотрудник, с 1984 руководитель сектора Эстонского НИИ сельского хозяйства
- 1989—1992 профессор Высшей школы менеджмента
- с 1992 профессор Эстонского университета естественных наук
- 1994—2000 ректор Эстонского сельскохозяйственного института
- 2000—2011 консультант молочной ассоциации E-Piim.

## Научная деятельность
Доктор сельскохозяйственных наук (1986), диссертация «Рациональное использование биологических особенностей многолетних трав в условиях интенсивного возделывания для повышения их питательной ценности». Член-корреспондент ВАСХНИЛ (1991).

### Научные труды
Публикации на русском языке:
- Рациональное использование биологических особенностей многолетних трав в условиях интенсивного возделывания для повышения их питательной ценности. — Скривери, 1985. — 35 с.
- Интенсивное производство высокопитательных кормов на луговых угодьях Эстонской ССР / соавт. Р. И. Тоомре // Интенсификация лугового кормопроизводства на Севере-Западе РСФСР. — Л., 1989. — С. 48-53.
- Повышение качества кормов в лугопастбищном хозяйстве // Пробл. интенсификации лугопастбищ. хоз-ва. — М., 1989. — С. 209—215.